# Рональд Гарріс
Ро́нальд Áллен Га́рріс (англ. Ronald Allen Harris; 8 лютого 1947, Детройт, Мічиган — 31 грудня 1980, Детройт) — американський професійний боксер, що виступав у напівсередній вазі, бронзовий призер Олімпійських ігор 1964.

## Аматорська кар'єра
1964 року Гарріс став чемпіоном США і в 17 років отримав право на виступ на Олімпійських іграх.
- В 1/16 переміг Фавзі Хассана (Єгипет)
- В 1/8 переміг Канемару Сіраторі (Японія)
- В 1/4 переміг Родольфо Арпона (Філіппіни)
- В півфіналі програв Юзефу Грудзеню (Польща) — 1-4

## Професіональна кар'єра
1965 року дебютував на професійному рингу. Провів більше 30 боїв, але жодного разу не боксував у титульному бою.